# گرنت (نبراسکا)
گرنت(به انگلیسی: Grant) شهری در ایالت نبراسکا کشور ایالات متحده آمریکا است که جمعیت آن در سرشماری سال ۲۰۱۰ میلادی، ۱٬۱۶۵ نفر بوده‌است.